# Pelagia
Pour les articles homonymes, voir Pelagia (homonymie).
Genre
Pelagia est un genre de méduses de la famille des Pelagiidae.

## Liste d'espèces
| Selon World Register of Marine Species (5 janvier 2023) : - Pelagia cyanella Péron & Lesueur, 1810 - Pelagia discoidea Eschscholtz, 1829 - Pelagia flaveola Eschscholtz, 1829 - Pelagia noctiluca (Forsskål, 1775) — Méduse violette de Méditerranée - Pelagia panopyra Péron & Lesueur, 1810 | Selon ITIS (5 janvier 2015) : - Pelagia colorata Russell, 1964 - Pelagia noctiluca (Forskål, 1775) - Pelagia panopyra Péron & Lesueur, 1809 - Pelagia perla Haeckel, 1880 (synonyme de Pelagia noctiluca pour WoRMS) |

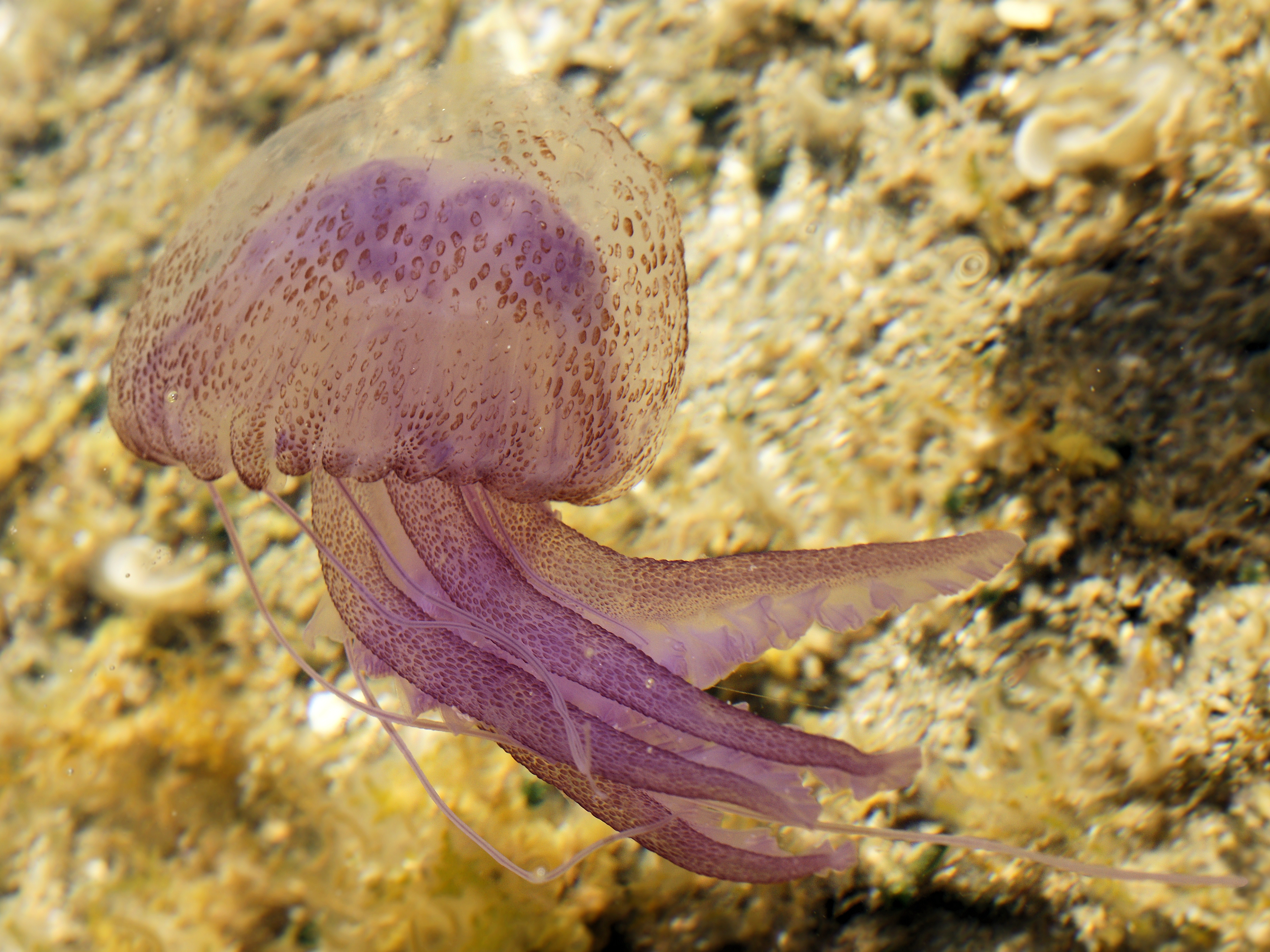
Pelagia noctiluca
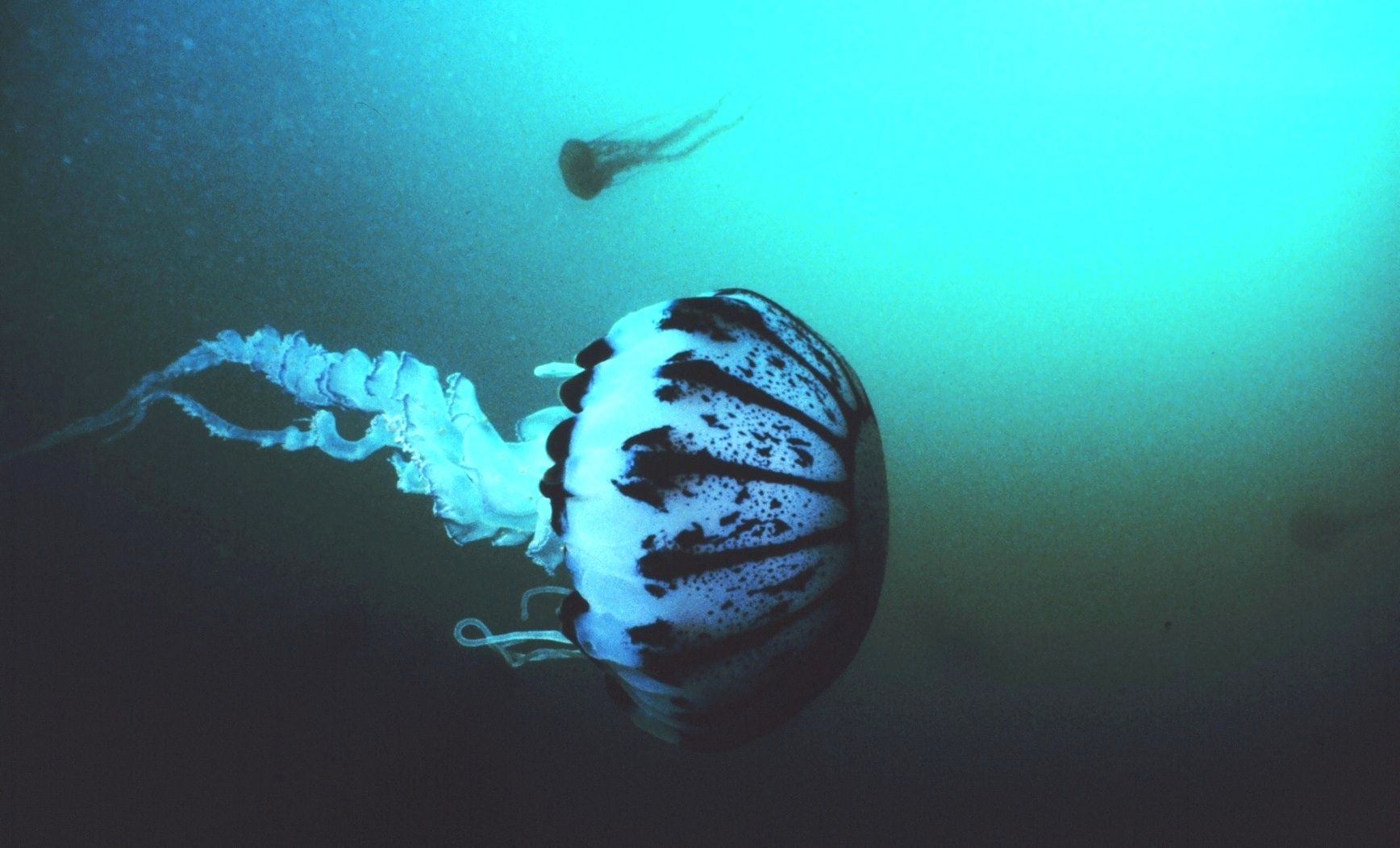
Pelagia panopyra